# Kämppäsaari (ö i Lappland, Östra Lappland)
Kämppäsaari är en ö i Finland. Den ligger i sjön Lapalionjärvi och i kommunen Kemijärvi i den ekonomiska regionen  Östra Lapplands ekonomiska region  och landskapet Lappland, i den norra delen av landet, 700 km norr om huvudstaden Helsingfors. Öns area är 0,4 hektar och dess största längd är 120 meter i öst-västlig riktning.